# ميخائيل بينغر
ميخائيل بينغر (بالإنجليزية: Michael Binger)‏ هو فيزيائي نظري وفيزيائي أمريكي، ولد في 20 ديسمبر 1976 في دلراي بيتش في الولايات المتحدة.